# Montcabrer
El Montcabrer es la cima más alta de la Sierra de Mariola. Forma parte de los Sistemas Béticos, situados en la zona sur de España. Situada en el término municipal de Cocentaina, tiene 1390 metros de altura, con lo que es el tercer mayor pico de montaña de la provincia de Alicante, España.
Su nombre proviene de que antiguamente los pastores llevaban a pastar las cabras al Montcabrer.

## Ascensiones
En vehículo:
Tomar el camino asfaltado que parte desde las proximidades de la antigua Estación del Norte de Cocentaina. Va ascendiendo entre pinares y casitas de campo hasta que pierde el asfalto sobre la cota de 900 m s. n. m. Desde ese punto continúa con firme bueno, pero de tierra, entrando en el Parque natural de la Sierra de Mariola. El camino termina en las ruinas del Mas de Llopis. Desde este punto, una senda bien marcada nos lleva en unos 45 minutos hasta la cima del Montcabrer.
Para paseante:
- Desde Agres
- Desde San Cristófor Archivado el 26 de marzo de 2005 en Wayback Machine.
- Montcabrer y Cava Arquejada

- Datos: Q8538196
- Multimedia: Montcabrer / Q8538196